# Hey, darlin'
「Hey, darlin'」（ヘイ・ダーリン）は、FANTASTICS from EXILE TRIBEの5枚目のシングル。2020年4月1日にrhythm zoneから発売された。コンパクトディスクとデジタル・ダウンロードでシングル・リリース。

## リリース
「Hey, darlin'」は、恋の始まりを画いた大人な雰囲気のリリックで、ダンスミュージック調のサウンドが特徴的な楽曲。R&Bの要素もあり、ボーカル二人の歌声が曲の世界観を作り上げる、今までのFANTASTICSにはない新しいジャンルの楽曲となっている。

### 注目度
歌詞検索サービス「歌ネット」による3月19日付けの「歌ネット注目度ランキング」の7位にランクインした。

### ミュージック・ビデオ
「Hey, darlin'」のリリック・ビデオが3月1日、YouTubeで公開された。このリリック・ビデオは、曲のビートの良さを生かし、歌詞がテンポよく現れたり消えたり繰り返す映像。クールな曲調の楽曲であるものの、センターに常にハートが配置され、文字から時折現れるポップな表現から感じられる可愛らしさも見どころとなっている。
3月3日にはミュージック・ビデオが、YouTubeで公開された。今回のミュージック・ビデオでは、パフォーマンスが中心となっており、メンバーそれぞれにフォーカスしたカメラワークも特徴的。メンバーが雨に濡れるシーンでは、情熱的かつ切ない楽曲を表情や目線、手の動きなどで表現しており、色気のある姿が見どころとなっている。

## 収録曲
| #            | タイトル                         | 作詞                      | 作曲                                   | 時間  |
| ------------ | -------------------------------- | ------------------------- | -------------------------------------- | ----- |
| 1.           | 「Hey, darlin'」                 | 小竹正人                  | Command Freaks、FAST LANE、Erik Lidbom | 4:06  |
| 2.           | 「The Only One」                 | 小竹正人                  | Command Freaks、Chris Hope、SHOKICHI   | 3:44  |
| 3.           | 「OVERFLOW」                     | 和田昌哉                  | SKY BEATZ、Chris Hope、J FAITH         | 4:35  |
| 4.           | 「Hey, darlin'」(Instrumental)   |                           | Command Freaks、FAST LANE、Erik Lidbom | 4:06  |
| 5.           | 「The Only One」(Instrumental)   |                           | Command Freaks、Chris Hope、SHOKICHI   | 3:44  |
| 6.           | 「OVERFLOW」(Instrumental)       |                           | SKY BEATZ、Chris Hope、J FAITH         | 4:34  |
| Bonus track. | 「Time Camera」(English Version) | 小竹正人、Emyli（英語詞） | FAST LANE、Erik Lidbom                 | 4:48  |
| 合計時間:    | 合計時間:                        | 合計時間:                 | 合計時間:                              | 29:37 |

| #  | タイトル                      | 作詞 | 作曲・編曲 | 監督     |
| -- | ----------------------------- | ---- | ---------- | -------- |
| 1. | 「Hey, darlin'」(Music Video) |      |            | 久保茂昭 |